# Dryopsis dulongensis
Dryopsis dulongensis là một loài thực vật có mạch trong họ Dryopteridaceae. Loài này được (S.K. Wu & X. Cheng) S.Y. Dong mô tả khoa học đầu tiên năm 2001.